# Parelbella polyzona
Espèce
Parelbella polyzona est une espèce de lépidoptères de la famille des Hesperiidae, de la sous-famille des Pyrginae et de la tribu des Pyrrhopygini.

## Dénomination
Parelbella polyzona a été nommé par Pierre-André Latreille en 1824 sous le nom initial d' Hesperia polyzona.

### Nom vernaculaire
Parelbella polyzona se nomme Polyzona Skipper en anglais.

## Description
Parelbella polyzona est un papillon au corps trapu au thorax rayé noir et bleu en long et à l'abdomen rayé en cercle. Les ailes sont de couleur bleue veinées et rayées de noir avec aux ailes antérieures des bandes blanches entre les rayures noires.
Le revers est semblable.

## Écologie et distribution
Parelbella polyzona est présent au Brésil et en Guyane.

### Protection
Pas de statut de protection particulier.